# Stanisławów (powiat łukowski)
Stanisławów – wieś w Polsce, położona w województwie lubelskim, w powiecie łukowskim, w gminie Stanin.
W latach 1975–1998 miejscowość należała administracyjnie do województwa siedleckiego.